# Honskirch
Honskirch est une commune française située dans le département de la Moselle en région Grand Est.

## Géographie
|              | Kirviller          | Hinsingen Bas-Rhin |
| Vittersbourg | Honskirch          | Altviller Bas-Rhin |
|              | Altviller Bas-Rhin | Altviller Bas-Rhin |

### Hydrographie
La commune est située dans le bassin versant du Rhin au sein du bassin Rhin-Meuse. Elle est drainée par le ruisseau la Rose, le ruisseau du Papillon et le ruisseau Engengraben.
Le ruisseau la Rose, d'une longueur totale de 24,8 km, prend sa source dans la commune de Loudrefing et se jette dans l'Albe à Sarralbe, après avoir traversé 13 communes.

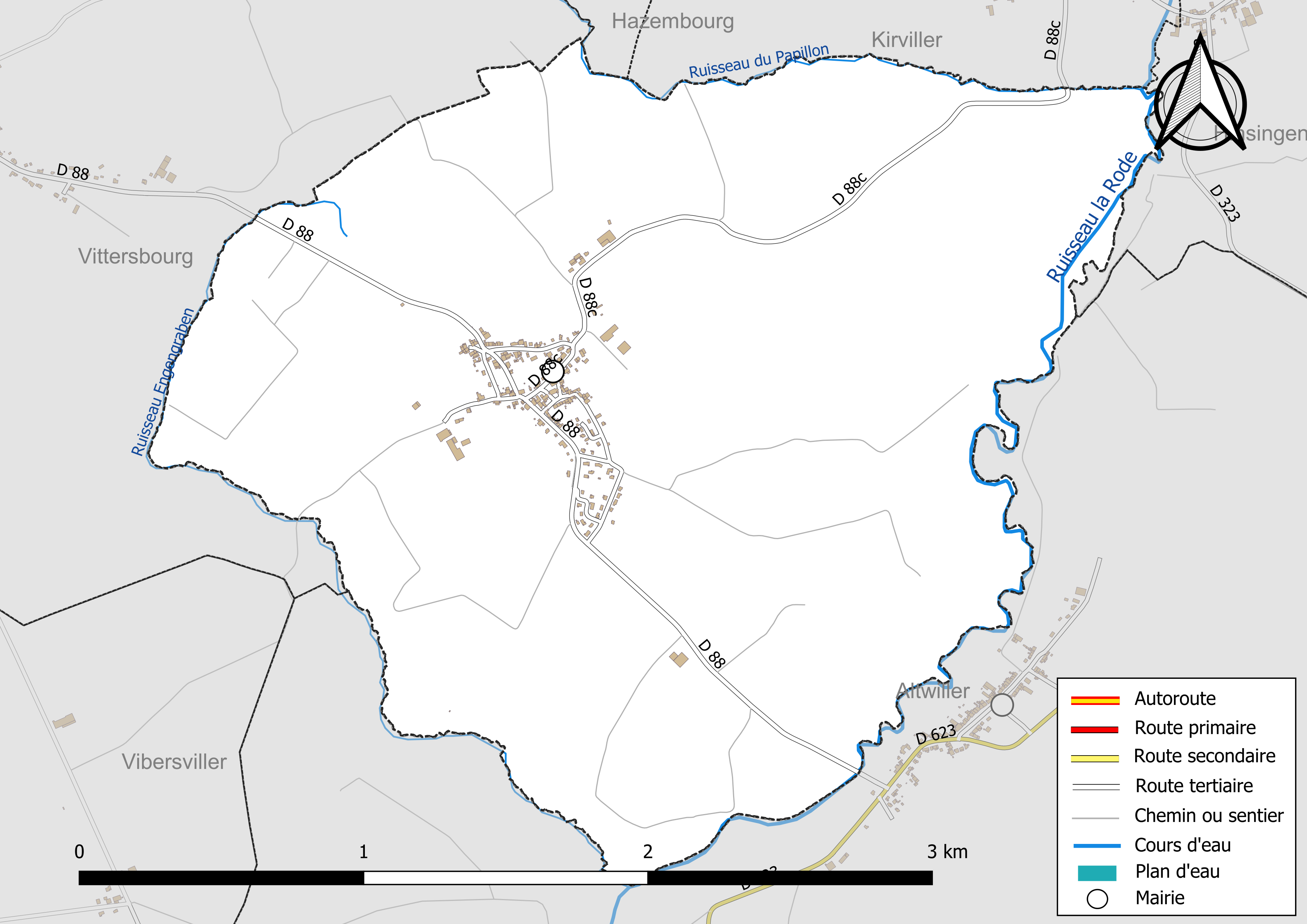
Réseaux hydrographique et routier de Honskirch.

La qualité des eaux des principaux cours d’eau de la commune, notamment du ruisseau la Rose, peut être consultée sur un site spécial géré par les agences de l’eau et l’Agence française pour la biodiversité.

### Climat
Pour des articles plus généraux, voir Climat du Grand Est et Climat de la Moselle.
En 2010, le climat de la commune est de type climat des marges montargnardes, selon une étude du Centre national de la recherche scientifique s'appuyant sur une série de données couvrant la période 1971-2000. En 2020, Météo-France publie une typologie des climats de la France métropolitaine dans laquelle la commune est exposée à un climat semi-continental et est dans la région climatique  Vosges, caractérisée par une pluviométrie très élevée (1 500 à 2 000 mm/an) en toutes saisons et un hiver rude (moins de 1 °C). 
Pour la période 1971-2000, la température annuelle moyenne est de 9,9 °C, avec une amplitude thermique annuelle de 17,1 °C. Le cumul annuel moyen de précipitations est de 810 mm, avec 12 jours de précipitations en janvier et 9,3 jours en juillet. Pour la période 1991-2020, la température moyenne annuelle observée sur la station météorologique de Météo-France la plus proche, « Kappelkinger_sapc », sur la commune de Kappelkinger à 5 km à vol d'oiseau, est de 10,6 °C et le cumul annuel moyen de précipitations est de 772,6 mm. 
La température maximale relevée sur cette station est de 38,8 °C, atteinte le 25 juillet 2019 ; la température minimale est de −19,6 °C, atteinte le 26 décembre 2010,,. 
Les paramètres climatiques de la commune ont été estimés pour le milieu du siècle (2041-2070) selon différents scénarios d'émission de gaz à effet de serre à partir des nouvelles projections climatiques de référence DRIAS-2020. Ils sont consultables sur un site spécial publié par Météo-France en novembre 2022.

## Urbanisme

### Typologie
Au 1er janvier 2024, Honskirch est catégorisée commune rurale à habitat dispersé, selon la nouvelle grille communale de densité à sept niveaux définie par l'Insee en 2022.
Elle est située hors unité urbaine et hors attraction des villes,.

### Occupation des sols
L'occupation des sols de la commune, telle qu'elle ressort de la base de données européenne d’occupation biophysique des sols Corine Land Cover (CLC), est marquée par l'importance des territoires agricoles (77,9 % en 2018), une proportion sensiblement équivalente à celle de 1990 (78,7 %). La répartition détaillée en 2018 est la suivante : 
zones agricoles hétérogènes (39,6 %), prairies (37,4 %), forêts (16,7 %), zones urbanisées (5,5 %), terres arables (0,8 %). L'évolution de l’occupation des sols de la commune et de ses infrastructures peut être observée sur les différentes représentations cartographiques du territoire : la carte de Cassini (XVIIIe siècle), la carte d'état-major (1820-1866) et les cartes ou photos aériennes de l'IGN pour la période actuelle (1950 à aujourd'hui).

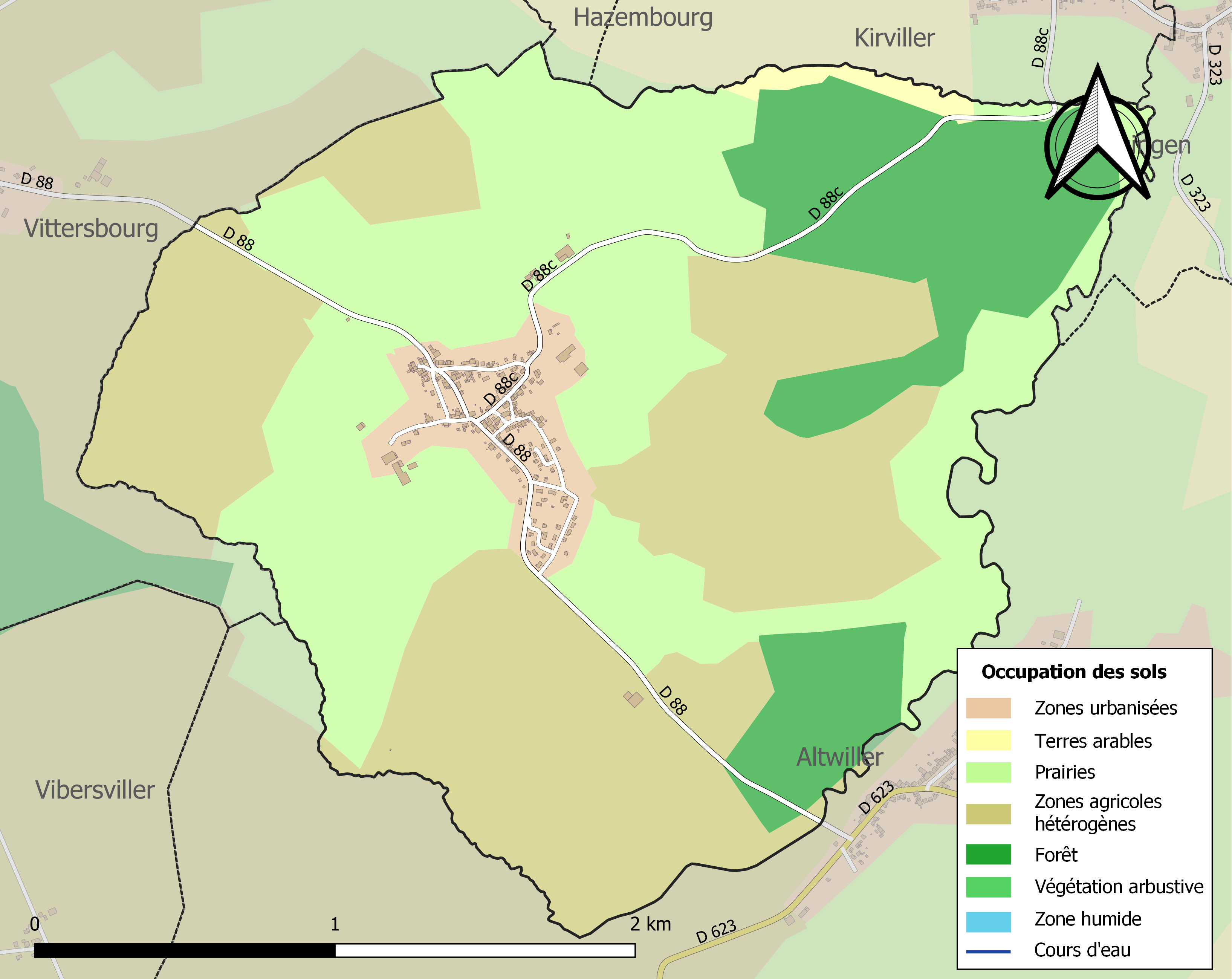
Carte des infrastructures et de l'occupation des sols de la commune en 2018 (CLC).

## Toponymie
Anciens noms : Nunkirched (vers 1050) ; Nunkirchon (1178) ; Honckierchen, Honckerchien, Honkerchen, Honkierchen, Hunkerchen, Hunkerchien, Hunkierchen, Hunkirchen (1525) ; Hunckeringen (1559) ; Honkirch (1618) ; Honskirich (1779) ; Honkirich (1793) ; Honskirch (1801) ; Hunkirch (1871-1918) ; Hunkirchen (1940–1944).

## Histoire
- Au XIVe siècle, Honskirch relevait de la seigneurie de Fénétrange.
- Le village fut détruit au cours de la guerre de Trente Ans.
- Fut déclaré paroisse indépendante en 1720.
- Avant 1871 faisait partie du département de la Meurthe.

## Politique et administration
| Période                                  | Période  | Identité        | Étiquette | Qualité |
| ---------------------------------------- | -------- | --------------- | --------- | ------- |
| mars 1977                                | 2020     | Roland Hennequi |           |         |
| mai 2020                                 | En cours | Carol Monsieux  |           |         |
| Les données manquantes sont à compléter. |          |                 |           |         |

## Démographie
L'évolution du nombre d'habitants est connue à travers les recensements de la population effectués dans la commune depuis 1793. Pour les communes de moins de 10 000 habitants, une enquête de recensement portant sur toute la population est réalisée tous les cinq ans, les populations de référence des années intermédiaires étant quant à elles estimées par interpolation ou extrapolation. Pour la commune, le premier recensement exhaustif entrant dans le cadre du nouveau dispositif a été réalisé en 2004.

En 2022, la commune comptait 213 habitants, en évolution de −5,75 % par rapport à 2016 (Moselle : +0,52 %, France hors Mayotte : +2,11 %).
| 1793 | 1800 | 1806 | 1821 | 1831 | 1836 | 1841 | 1846 | 1851 |
| ---- | ---- | ---- | ---- | ---- | ---- | ---- | ---- | ---- |
| 370  | 390  | 419  | 504  | 551  | 571  | 552  | 571  | 511  |

| 1856 | 1861 | 1871 | 1875 | 1880 | 1885 | 1890 | 1895 | 1900 |
| ---- | ---- | ---- | ---- | ---- | ---- | ---- | ---- | ---- |
| 441  | 444  | 468  | 453  | 447  | 428  | 421  | 389  | 353  |

| 1905 | 1910 | 1921 | 1926 | 1931 | 1936 | 1946 | 1954 | 1962 |
| ---- | ---- | ---- | ---- | ---- | ---- | ---- | ---- | ---- |
| 382  | 372  | 300  | 300  | 267  | 286  | 254  | 227  | 195  |

| 1968 | 1975 | 1982 | 1990 | 1999 | 2004 | 2006 | 2009 | 2014 |
| ---- | ---- | ---- | ---- | ---- | ---- | ---- | ---- | ---- |
| 194  | 196  | 194  | 189  | 184  | 195  | 196  | 219  | 224  |

| 2019 | 2022 | - | - | - | - | - | - | - |
| ---- | ---- | - | - | - | - | - | - | - |
| 221  | 213  | - | - | - | - | - | - | - |

## Héraldique
| Blason de Honskirch | Blason  |  |
| Blason de Honskirch | Détails |  |

## Lieux et monuments
- Porche du cimetière daté de 1755.

## Édifice religieux
- Église Saint-Jean-Baptiste 1750 : mobilier XVIIIe siècle.